# 植物修復
植物修复又称植生復育，是指利用植物修复受污染土壤的过程，或使环境無害化之整治方法。其英语语源为古希臘語：（phyto-，plant）以及拉丁語：（restoring balance）。
植物修复是一种以植物为基础、具有成本效益的的补救方法；它利用植物从环境中集中元素和化合物的能力，并对其土壤组织中的各种分子进行代谢。

## 参阅
- 生物强化
- 生物降解
- 生物修復